# 第28屆東京國際影展
第28屆東京國際影展於2015年10月22日至10月31日在日本東京舉行東京國際電影節。

## 获奖名单
第2屆武士獎賞
- 山田洋次
- 吴宇森

## 外部連結
- 官方网站